# Saint-Martin-Vésubie
Saint-Martin-Vésubie (okzitanisch Sant Martin de Lantosca, italienisch San Martino Lantosca) ist eine französische Gemeinde mit 1.379 Einwohnern (Stand 1. Januar 2022) im Département Alpes-Maritimes in der Region Provence-Alpes-Côte d’Azur. Sie ist dem Arrondissement Nizza und dem Kanton Tourrette-Levens zugeteilt. Sie ist außerdem Mitglied des Gemeindeverbandes Métropole Nice Côte d’Azur.
Die Gemeinde hieß vor 1890 Saint-Martin-Lantosque.

## Geographie

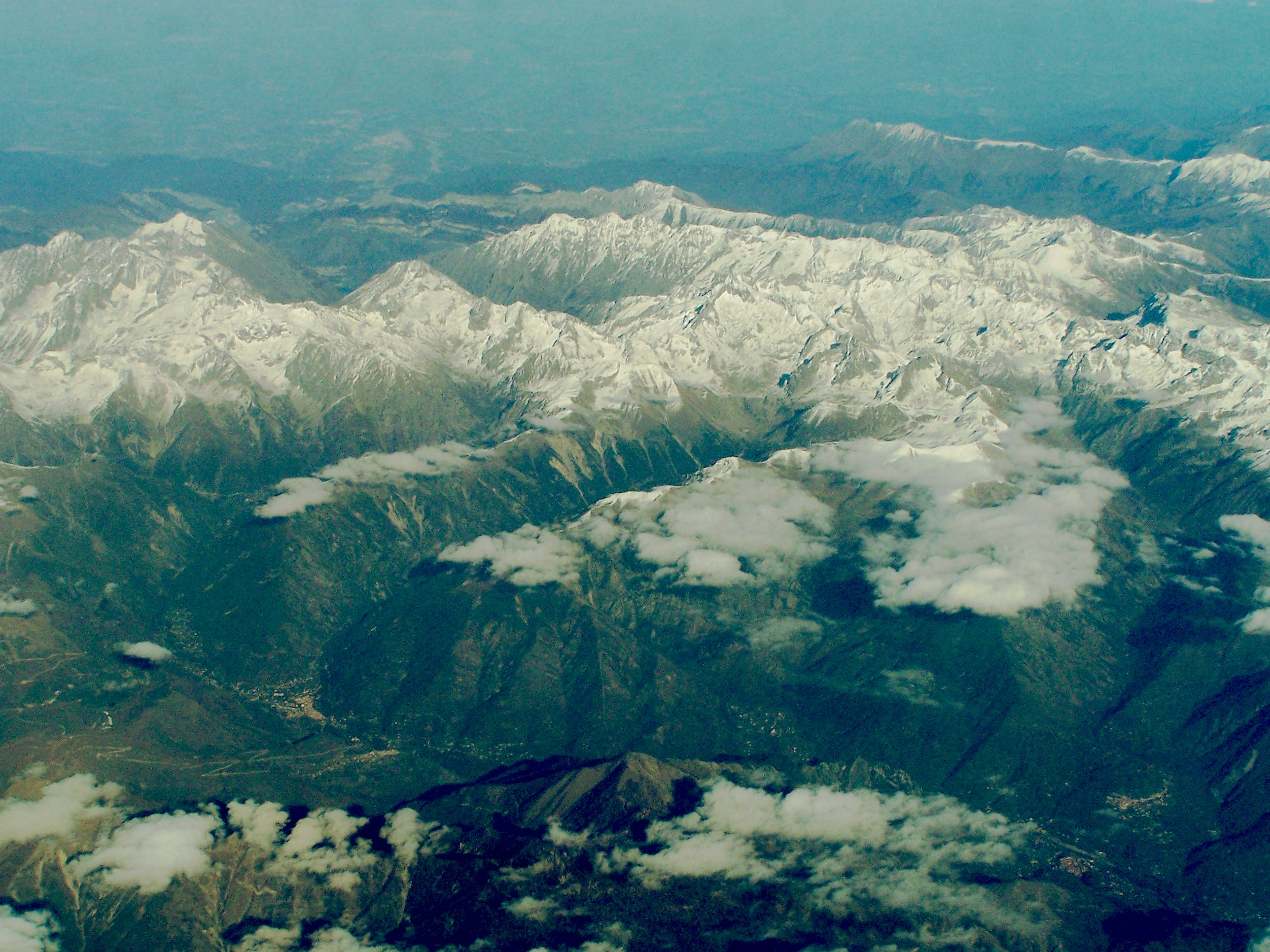
Saint-Martin-Vésubie liegt vorne links im Talkessel

Das südfranzösische Bergdorf ist die hinterste Siedlung im Tal der Vésubie. Es liegt auf einem eiszeitlichen Plateau der Seealpen. Saint-Martin-Vésubie befindet sich 40 Kilometer nördlich von Nizza in einem waldreichen Gebiet am Haupteingang des Nationalparks Mercantour (Parc national du Mercantour) beim Zusammenfluss der alpinen Wildbäche Fenestre im Osten und Boréon im Westen, welche die Quelle der Vésubie bilden. Seine nördliche Gemeindegrenze teilt das Dorf mit dem italienischen Bergort Entracque im Piemont.
Das Gemeindegebiet ist mit fast 100 Quadratkilometern sehr groß und umfasst auch die Weiler Le Boréon (mit seinem gleichnamigen Stausee), Les Clots, La Madone de Fenestre und La Trinité.

## Geschichte

### Mittelalter
Saint-Martin-Vésubie wird erstmals im 12. Jahrhundert unter dem Namen Saint-Martin-Lantosque erwähnt und wächst um ein Priorat, das von der Benediktinerabtei Saint-Dalmas de Pedona (ital. Borgo San Dalmazzo) gegründet worden war. Die Templer verwalteten bis zur gewaltsamen Auflösung ihres Ordens durch den französischen König und den Papst im Jahre 1312 das Heiligtum von Fenestre (Sanctuaire de Fenestre) im gleichnamigen Ortsteil der Gemeinde.
Nach dem Tod der Königin Johanna I. von Anjou im Jahre 1382 brach in der Provence ein Erbfolgekrieg aus, mit dem Ergebnis, dass Saint-Martin und die anderen Gemeinden links des Flusses Var unter die Hoheit des Hauses Savoyen gerieten und von den neuen Herren der neu geschaffenen Grafschaft Nizza zugeteilt wurden. Von kurzen Unterbrüchen abgesehen, gehörte Saint-Martin für die nächsten Jahrhunderte zum Herzogtum Savoyen.
Die befestigte Stadt florierte im Spätmittelalter, lag sie doch (wie auch Sospel) an der Salzstraße, die über das Tal Vallon de la Madone und über den Pass Col de Fenestre vom Piemont an den Seehafen von Nizza führte. Die Verwaltung der Stadt übte damals ein sogenanntes Consulat aus. Ab dem 15. Jahrhundert gewann die Familie Gubernatis, die im Salzhandel tätig war, mehr und mehr an Einfluss. Nicolas de Gubernatis soll damals der reichste Mann in der Stadt gewesen sein. Am 25. Januar 1470 brach in Saint-Martin ein Brand aus, der einen Großteil der Stadt zerstörte. Der Schaden – unter anderem der Verlust von Textilmanufakturen und Warenlagern – wurde auf 160.000 Gulden beziffert.

### Frühe Neuzeit
1684 wurde Jérôme-Marcel de Gubernatis das Lehen von Saint-Martin zugesprochen, doch der Widerstand der lokalen Bevölkerung gegen den neuen Herrscher war so stark, dass diese Besetzung noch im selben Jahr rückgängig gemacht wurde.
Jérôme-Marcel de Gubernatis wurde 1633 in Sospel als Sohn von Donat de Gubernatis und Anne-Marie Vivaldi geboren. Der Sprössling einer reichen Familie konnte in Bologna Jurisprudenz studieren und zum Doktor für Recht und Literatur promovieren. Später wurde er zu einem Mitglied der Accademia dell’Arcadia. 1655 wurde er Podestat und ordentlicher Richter in Nizza. 1656 heiratete er Lucrèce Marie von Ventimiglia. 1661 wurde er zum Senator von Nizza. Vom Herzog von Savoyen wurde er 1674 zum Ritter des Ordens der hl. Mauritius und Lazarus geschlagen. 1682 wurde er zum Präsidenten des Senats von Nizza, bevor er vom savoyardischen Herzog Viktor Amadeus II. als Botschafter an die Höfe von Lissabon, Madrid und London beordert wurde. Aufgrund seiner Verdienste erhielt er 1684 vom Herzog das Lehen von Saint-Martin verliehen. Als er dort nicht erwünscht war, wurde er im selben Jahr Commandeur de Saint-Gervais von Sospel, und Viktor Amadeus II. erhob ihn 1688 zum Grafen von Bonson. 1713 wurde er zum Ordensritter der „Malteser und Jerusalem“ geschlagen und im selben Jahr wurde er zum Großkanzler von Savoyen ernannt. Am 5. Oktober 1713 starb Jérôme-Marcel de Gubernatis als ein Mann, dem als Bürgerlichem die Ehre zuteilwurde, in den Adel von Nizza aufgestiegen zu sein.

### Neuere Geschichte
1860 unterstützte der französische Kaiser Napoleon III. den savoyardischen Herrscher Viktor Emanuel bei seinen Bestrebungen zum König von Italien gekürt zu werden. Im Gegenzug für die geleistete Hilfe trat der frisch gekrönte König neben Savoyen auch die Grafschaft Nizza an Frankreich ab. Bei diesem Abtausch verlor Saint-Martin ein Teil seines Gemeindegebietes (La Madone de Fenestre) an Italien. Erst bei der Pariser Friedenskonferenz von 1946 erhielt Frankreich den Weiler neben den Gemeinden Tende und La Brigue zugesprochen und das Gemeindegebiet von Saint-Martin war damit wieder vollständig. Seit 1890 gilt der Gemeindename Saint-Martin-Vésubie (vorher Saint-Martin-Lantosque).
Saint-Martin-Vésubie war nach La Roche-sur-Foron die zweite Stadt in Frankreich, die eine elektrische Straßenbeleuchtung erhielt (1893).

### Refugium für verfolgte Juden im Zweiten Weltkrieg
Während des Zweiten Weltkriegs wurden die Alpes-Maritimes am 11. November 1942 von der 4. Italienischen Armee besetzt. Die italienische Heeresführung in Nizza mit Marschall Ugo Cavallero und General Mario Vercellino an der Spitze war nicht dezidiert antisemitisch eingestellt und mit der Duldung der in der Besatzungszone eingesetzten Verwaltung wurde die Region zur Zufluchtsstätte für Tausende von französischen Juden. Die Flüchtlinge erhielten ein Minimum an Sicherheit und eine offizielle Aufenthaltsgenehmigung. Im März 1943 wurden sie von der Küste ins Landesinnere nach Saint-Martin-Vésubie gebracht. Das Engagement des bereits nach Nizza geflüchteten jüdisch-französischen Bankiers Angelo Donati und des Kapuziners Père Marie-Benoît rettete einige Tausend Juden im übrigen Frankreich vor der deutschen Verfolgung. Doch mit dem Waffenstillstand von Cassibile vom 3. September 1943 trat Italien aus dem Krieg aus und die Juden in der Region waren erneut der direkten Bedrohung durch die deutsche Verwaltung ausgesetzt. Etwa Tausend Juden von Saint-Martin-Vésubie gelang entlang der alten Salzstraße die Flucht über die Alpen ins italienische Piemont. Diejenigen Juden, die in Saint-Martin-Vésubie verblieben, wurden nur wenige Tage später verhaftet und nach Auschwitz deportiert.
Der Oberwachtmeister von Saint-Martin-Vésubie, Landry Mangon, und seine Frau Adrienne Mangon verbargen den fünfzehnmonatigen Knaben Jean-Claude Dreymann vor den Häschern, und der Gendarm Joseph Fougere und seine Gattin Yvonne Fougere entzogen ihrerseits dessen fünfjährige Schwester Cécile dem Zugriff der Deutschen, indem das Paar vorgab, es wäre ihre eigene Tochter. Die beiden Kinder wurden monatelang auf dem örtlichen Gendarmerieposten versteckt; deren jüdische Mutter – schwanger im achten Monat – gelang es, der Razzia vom 8. September 1943 zu entfliehen. Anlässlich der Gedenkfeier vom 5. September 2010 in Saint-Martin-Vésubie erhielten die beiden Gendarmen und ihre Gattinnen postmortem den Ehrentitel „Gerechte unter den Völkern“ verliehen.

### 21. Jahrhundert
Der Ort wurde beim Alpenhochwasser im Oktober 2020 schwer in Mitleidenschaft gezogen, mehrere Häuser wurden stark beschädigt.

## Wappen
Blasonierung: Im Winkelschildfuß auf Silber eine azurblaue Florentiner Lilie unterstützt von einer Doppelwelle derselben Farbe; im Winkelhaupt auf Azurblau drei güldene Sterne in unüblicher Stellung.

## Bevölkerungsentwicklung
| Jahr      | 1962 | 1968 | 1975 | 1982 | 1990 | 1999 | 2009 | 2018 |
| --------- | ---- | ---- | ---- | ---- | ---- | ---- | ---- | ---- |
| Einwohner | 963  | 1047 | 1188 | 1156 | 1041 | 1098 | 1325 | 1427 |

## Sehenswürdigkeiten
Siehe auch: Liste der Monuments historiques in Saint-Martin-Vésubie

### Kirchen
Die Kirche Mariä Himmelfahrt (Église Notre-Dame-Assomption) wurde im 12. Jahrhundert von den Tempelrittern errichtet und im Jahre 1694 im Barockstil umgebaut. Sie verfügt über mehrere Altarretabel, darunter ein vierteiliger Flügelaltar aus der Schule von Ludovico Brea datiert auf das Jahr 1510. Der Rosenkranzaltar stammt aus dem Jahre 1697. Er hat die Form eines Sakramentshauses und ist mit zwei geschnitzten Engeln gekrönt. Über all dem wacht Johannes der Täufer. Im Zentrum des Altars steht als monumentale, bunte Holzskulptur ein Marienbildnis mit Jesuskind.
Das Bauwerk ist seit 1997 ein französisches Kulturdenkmal.

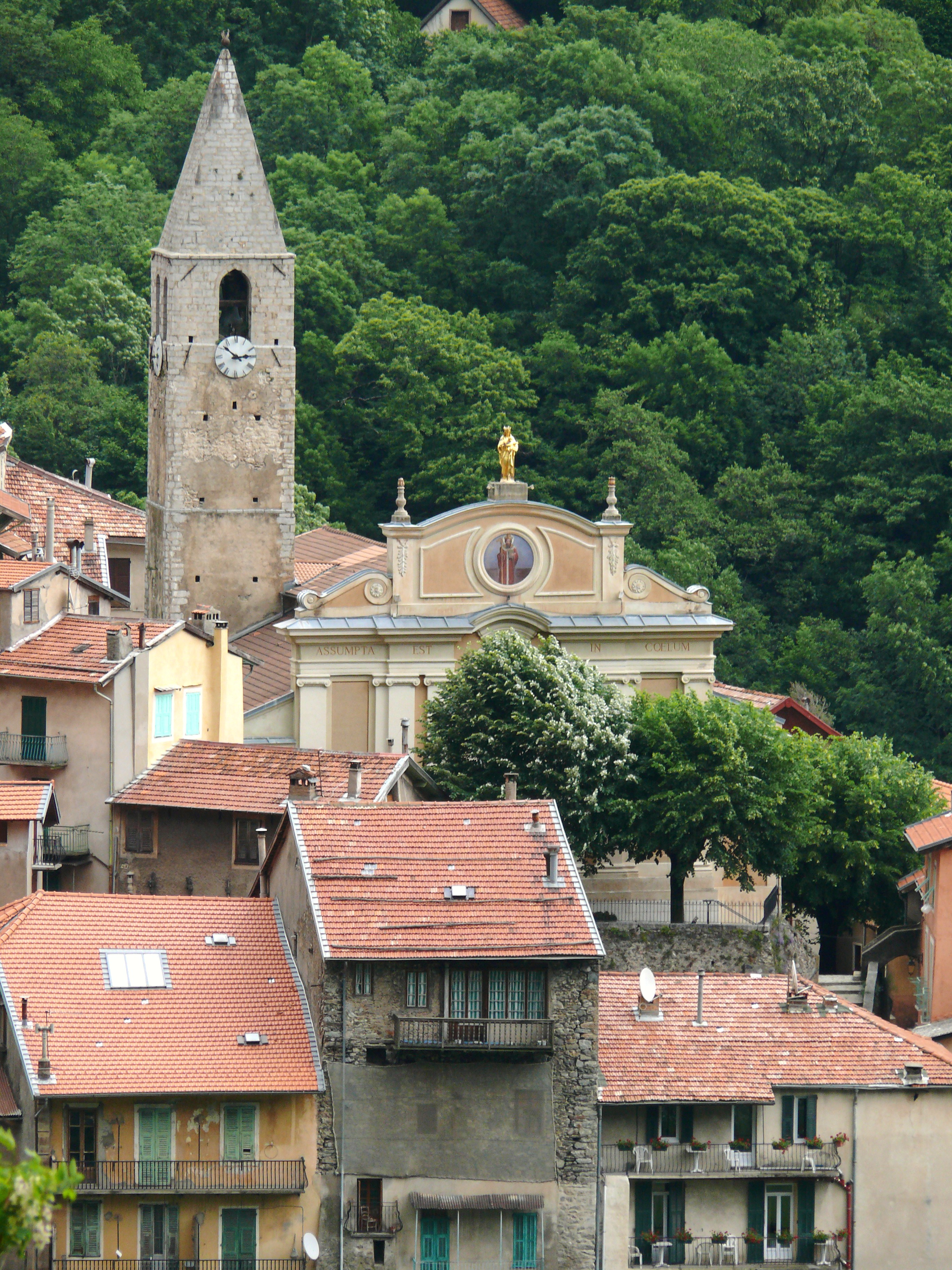
Kirche Notre-Dame-Assomption
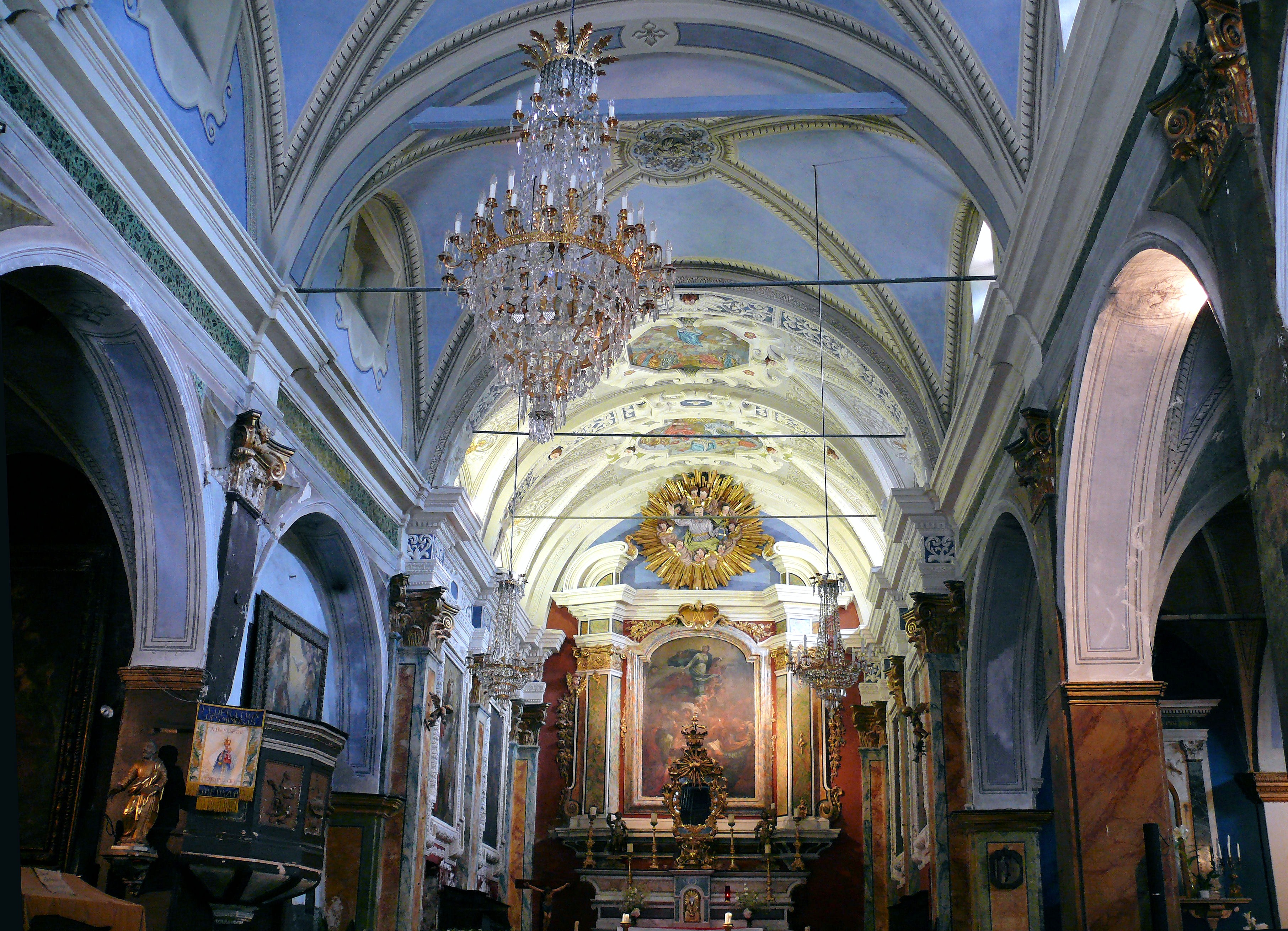
Innenansicht des barocken Schiffes
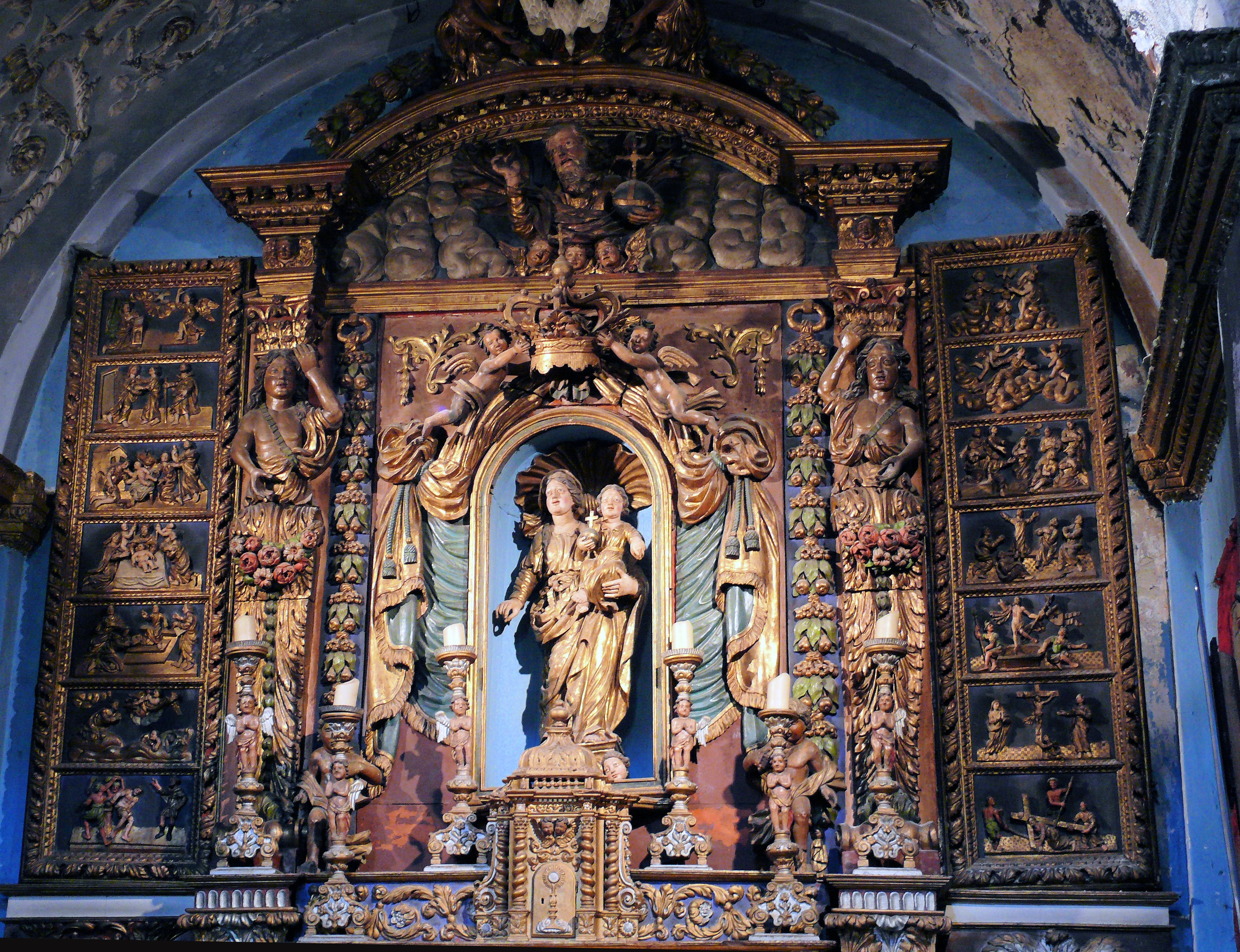
Rosenkranzaltar

Die Kapelle der „Barmherzigen Maria“ (Chapelle Notre-Dame-de-la-Miséricorde) war ursprünglich der Begegnungsort der Pénitents Noirs (Schwarzen Büßer). Die mit einem Glockengiebel versehene Kapelle stammt aus dem 15. Jahrhundert und diente 1470 nach dem großen Brand vorübergehend als Pfarrkirche. Die barocke Ausstattung stammt aus dem 17. Jahrhundert. An den Wänden sind große Gemälde mit den folgenden Sujets angebracht: Die Heilige Familie, Darbringung im Tempel, Lazarus mit Petrus und schließlich die Madonna von Fenestre (datiert auf das Jahr 1655). Das Bauwerk ist seit 1997 ein französisches Kulturdenkmal.
Die Heilig-Kreuz-Kapelle Chapelle Sainte-Croix war der Begegnungsort der Bruderschaft Pénitents Blancs (Weiße Büßer). Sie stammt aus dem späten 17. Jahrhundert und verfügt über einen Zwiebelturm. Die Fassade ist mit Skulpturen von Giovanni Parini, die aus dem Jahre 1847 stammen, dekoriert. Bemerkenswert ist die barocke Ausstattung, darunter der Hauptaltar und die Wandmalereien. Das Bauwerk ist seit 1997 ein französisches Kulturdenkmal.

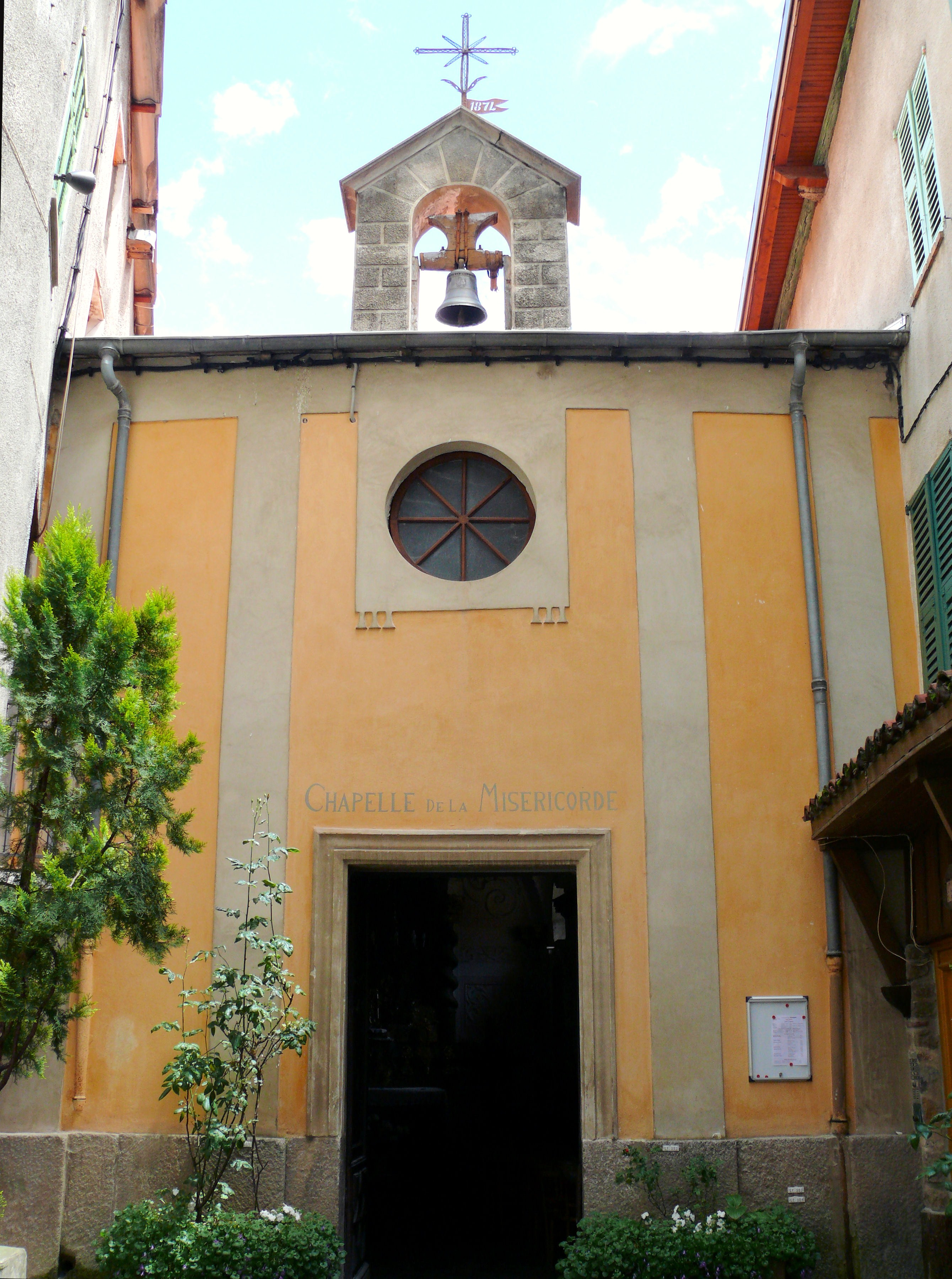
Front und Glockengiebel der Kapelle Notre-Dame-de-la-Miséricorde
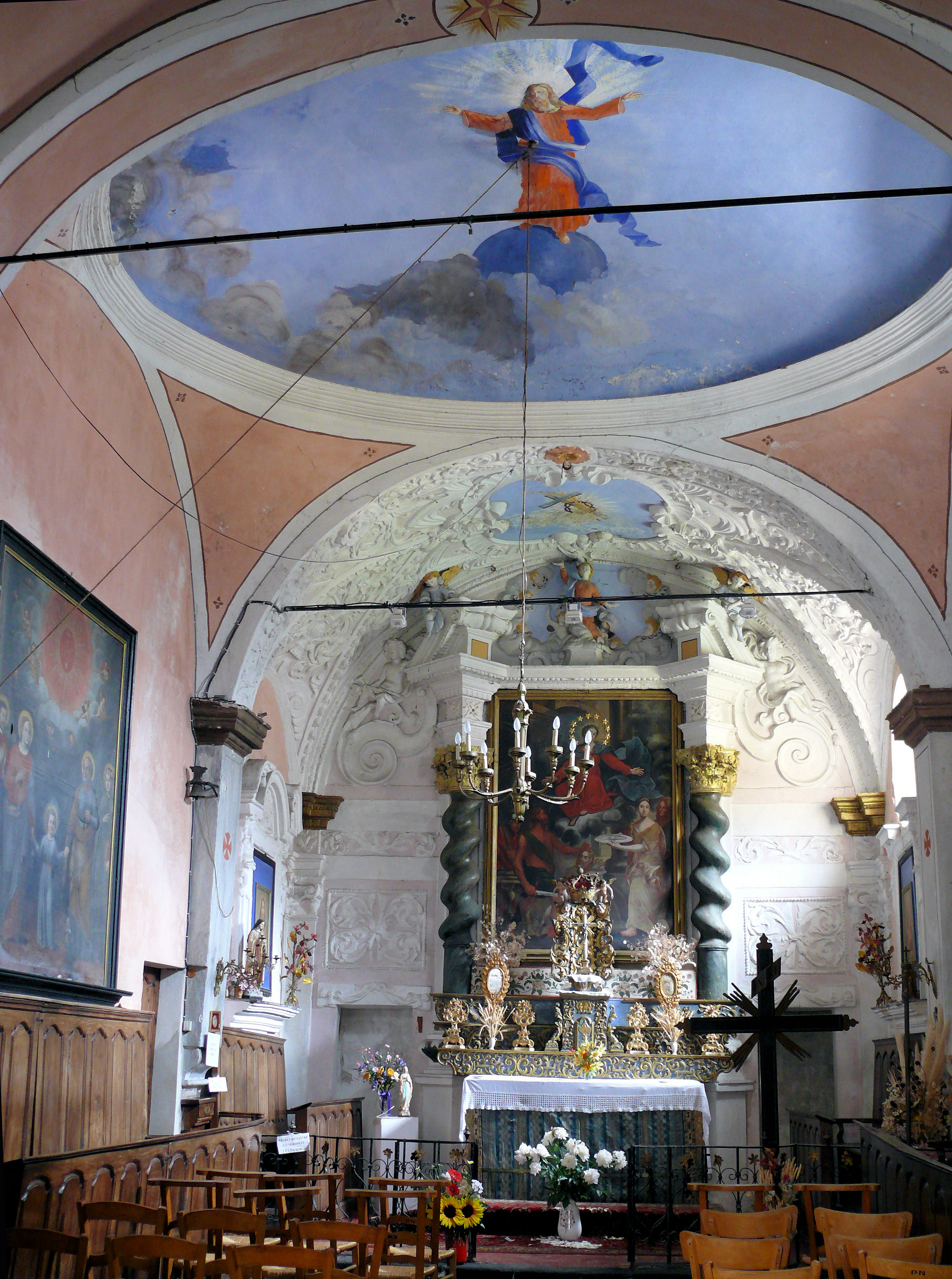
Barocke Innenansicht der Kapelle Notre-Dame-de-la-Miséricorde
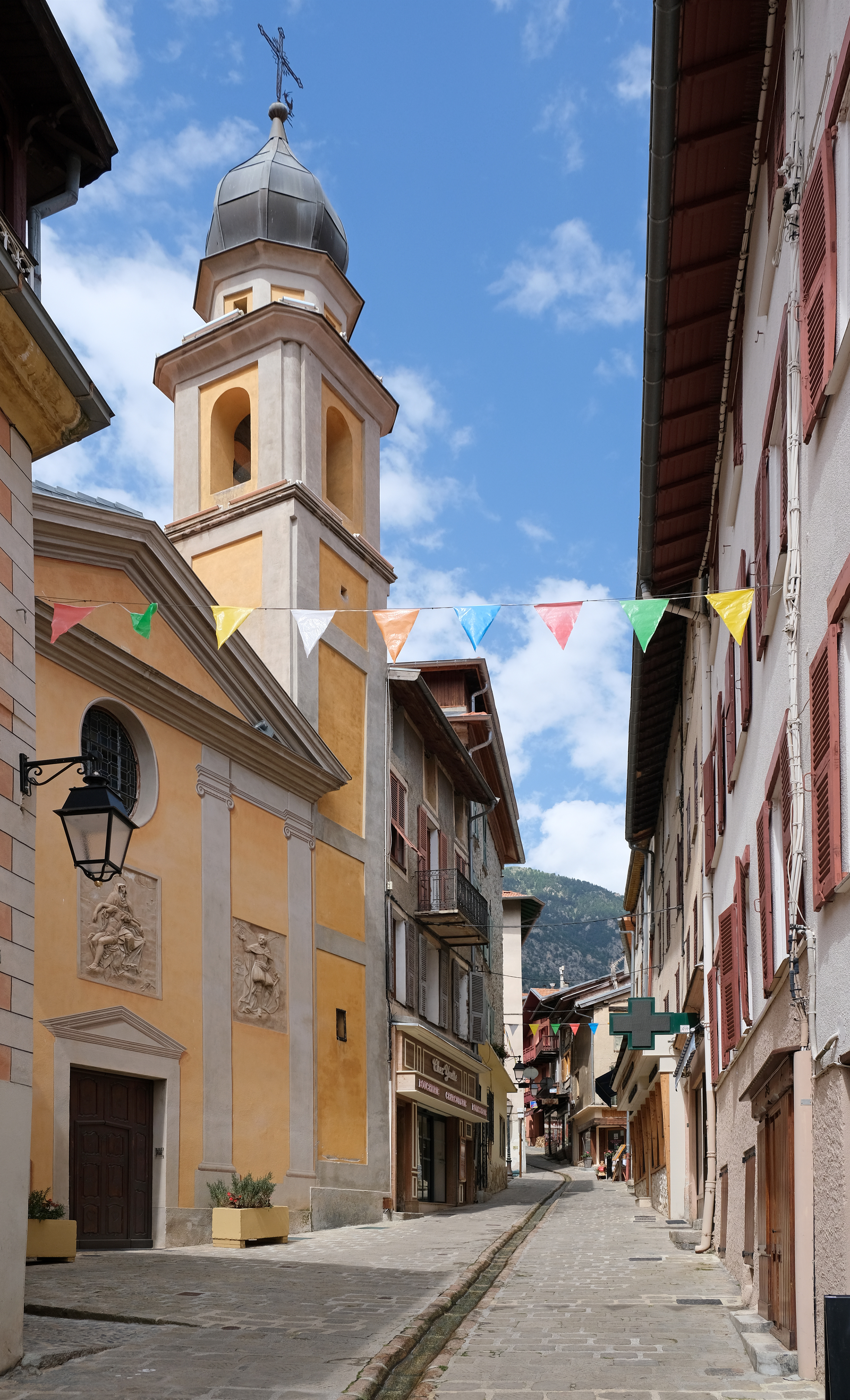
Kapelle Sainte-Croix

### Weitere Bauten
Die Residenz der Familie Gubernatis, Maison des comtes de Gubernatis oder Château Gubernatis genannt, in der alten Gasse rue du Dr-Cagnoli ist seit 1933 ein französisches Kulturdenkmal. Ganz in der Nähe befindet sich auch das Maison du coiffeur. Von den ehemaligen vier Stadttoren steht heute nur noch die Porte Sainte-Anne. Das Rathaus und die dazugehörige Place Félix Faure wurden 1863 eingeweiht. Während der Belle Époque, Ende des 19. Jahrhunderts, wurde Saint-Martin-Vésubie als Kur- und Wintersportort entdeckt. Aus dieser Zeit stammen einige hübschen Villen.

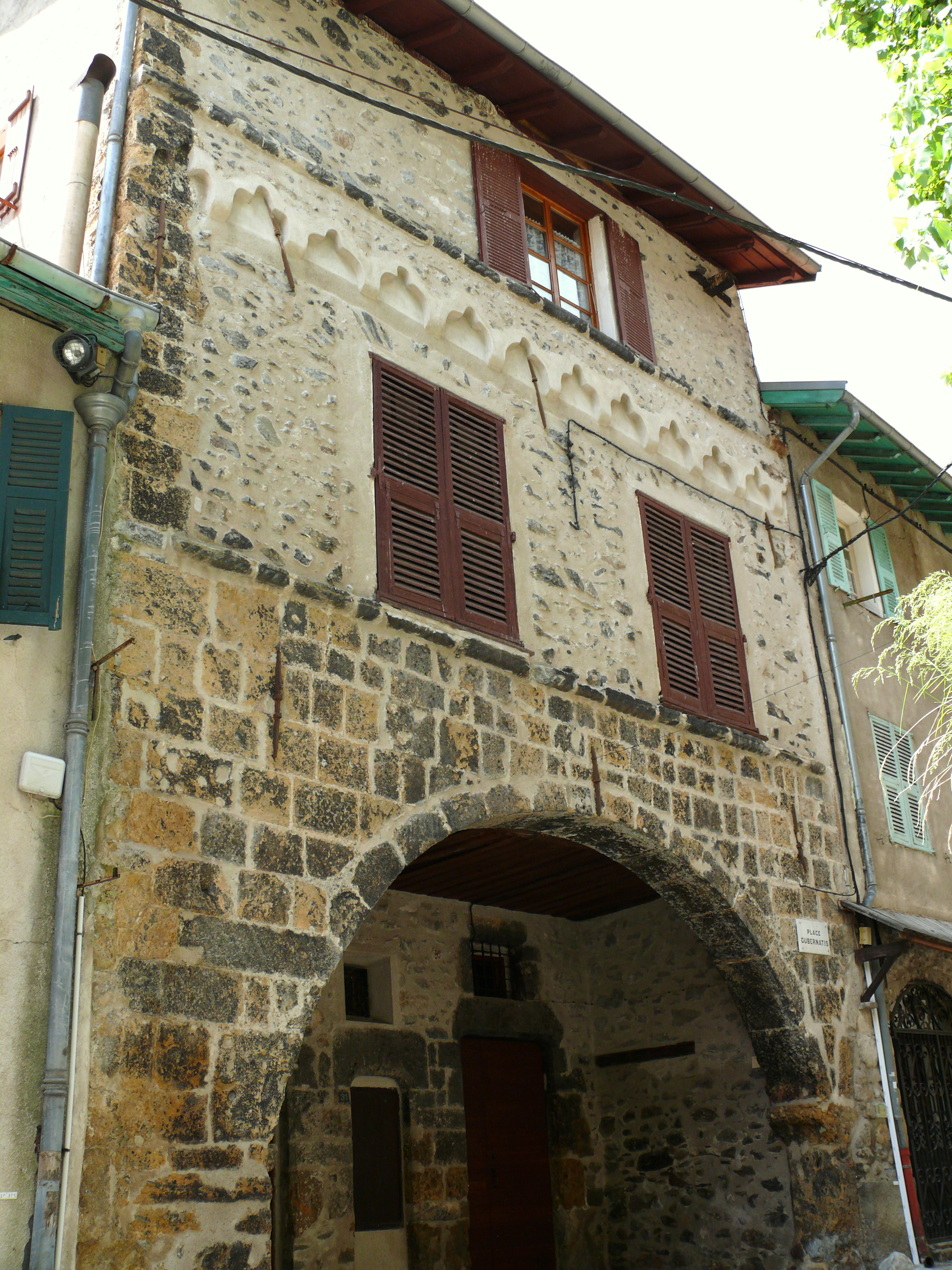
Maison des comtes de Gubernatis
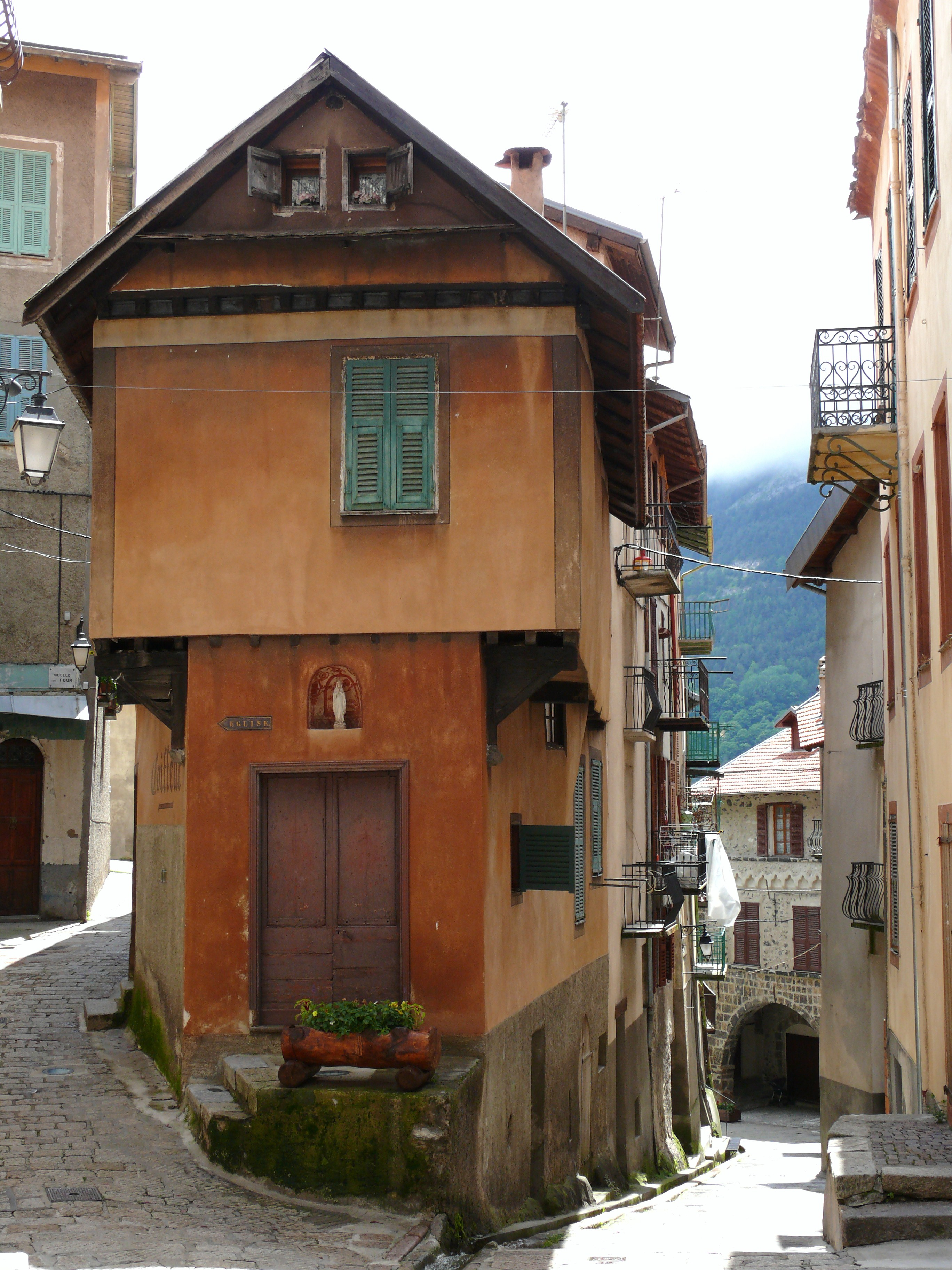
Maison du coiffeur
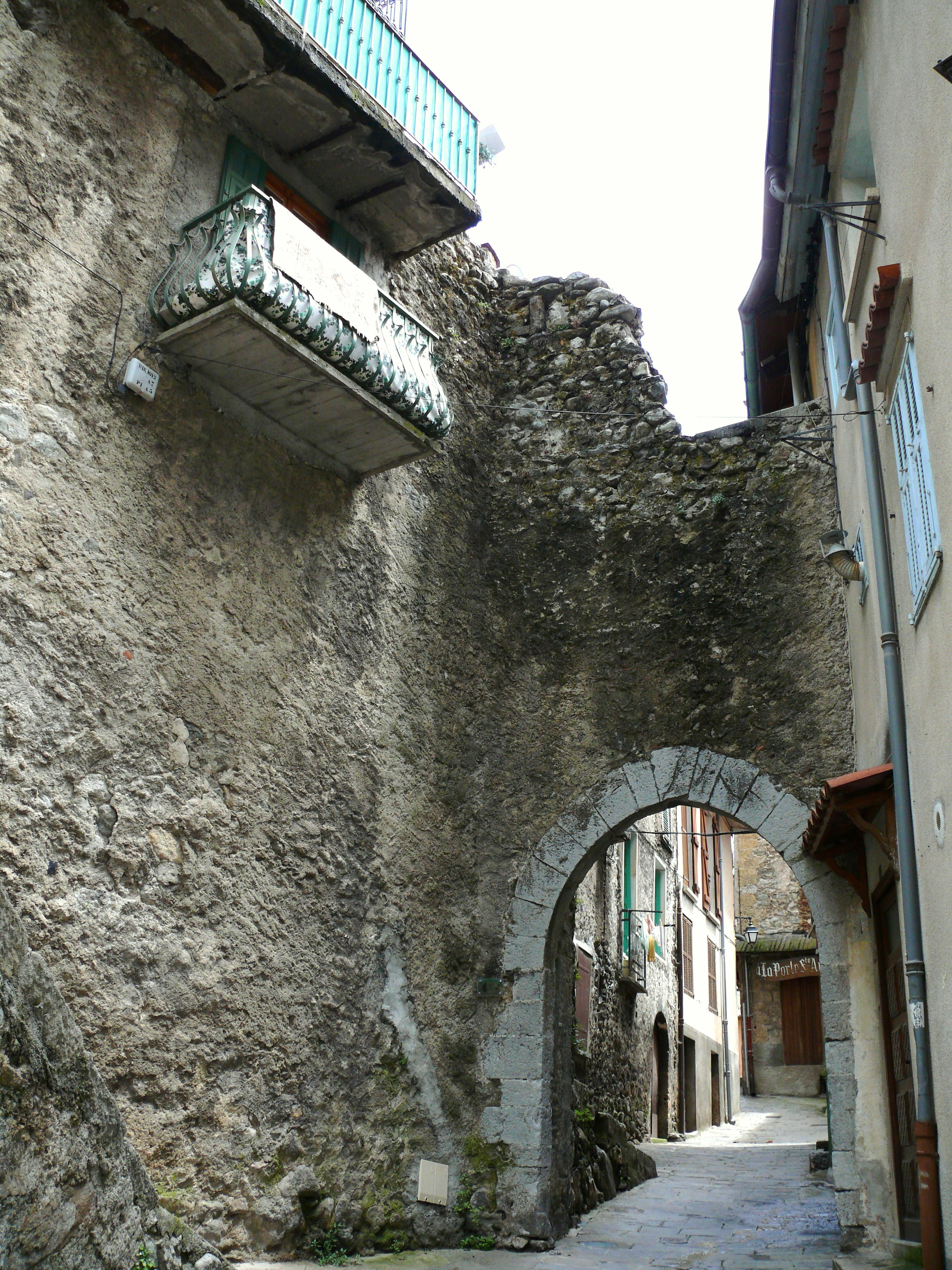
Porte Sainte-Anne
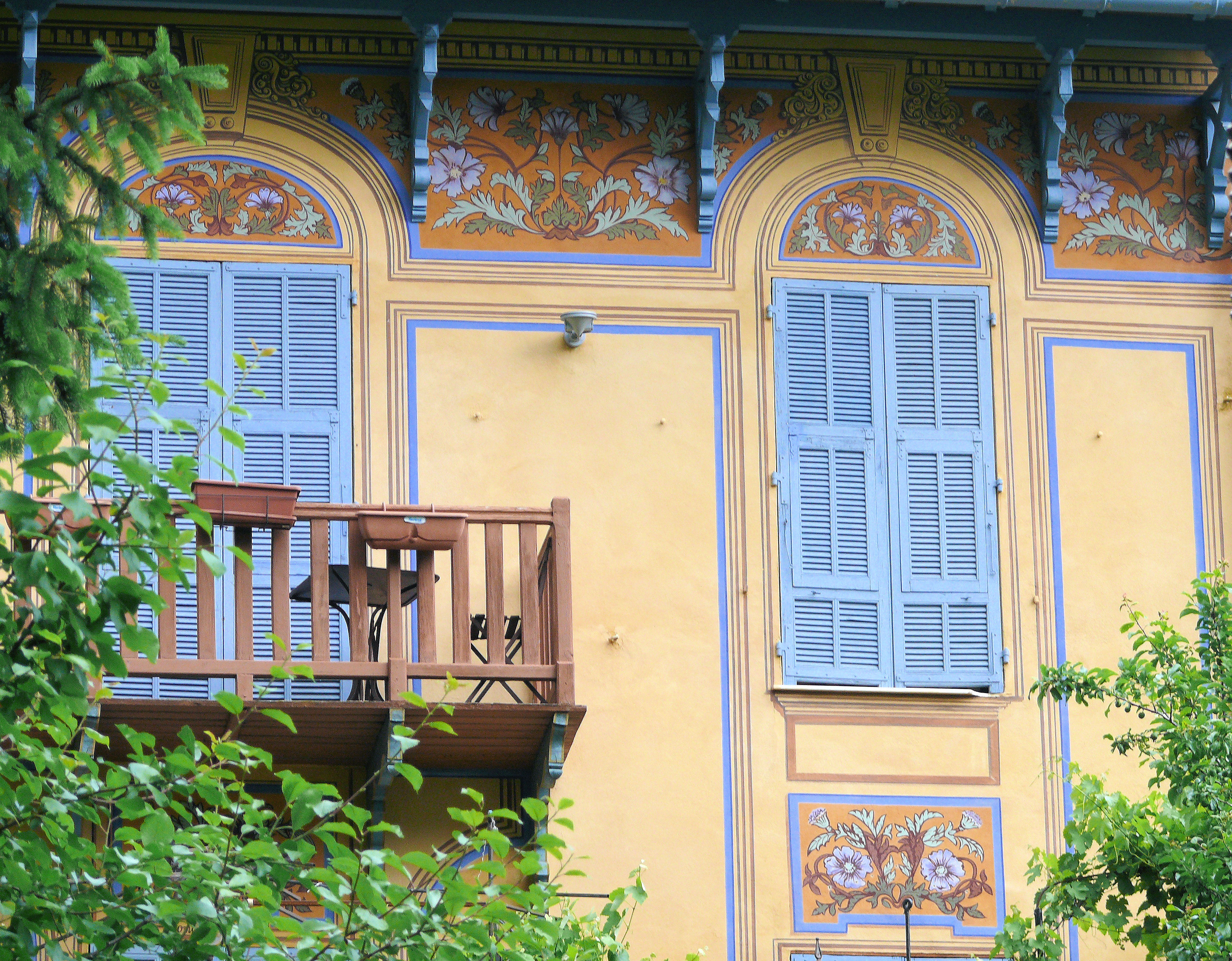
Fassadendekoration einer Villa

### Museum
Das Musée des Traditions Vésubiennes verfügt über eine Ausstellungsfläche von über 400 Quadratmetern. Zu sehen sind u. a. das erste Kraftwerk der Stadt (Saint-Martin-Vésubie wurde bereits 1893 als zweite Ortschaft in Frankreich elektrifiziert) und die alte Gemeindemühle aus dem 15. Jahrhundert.

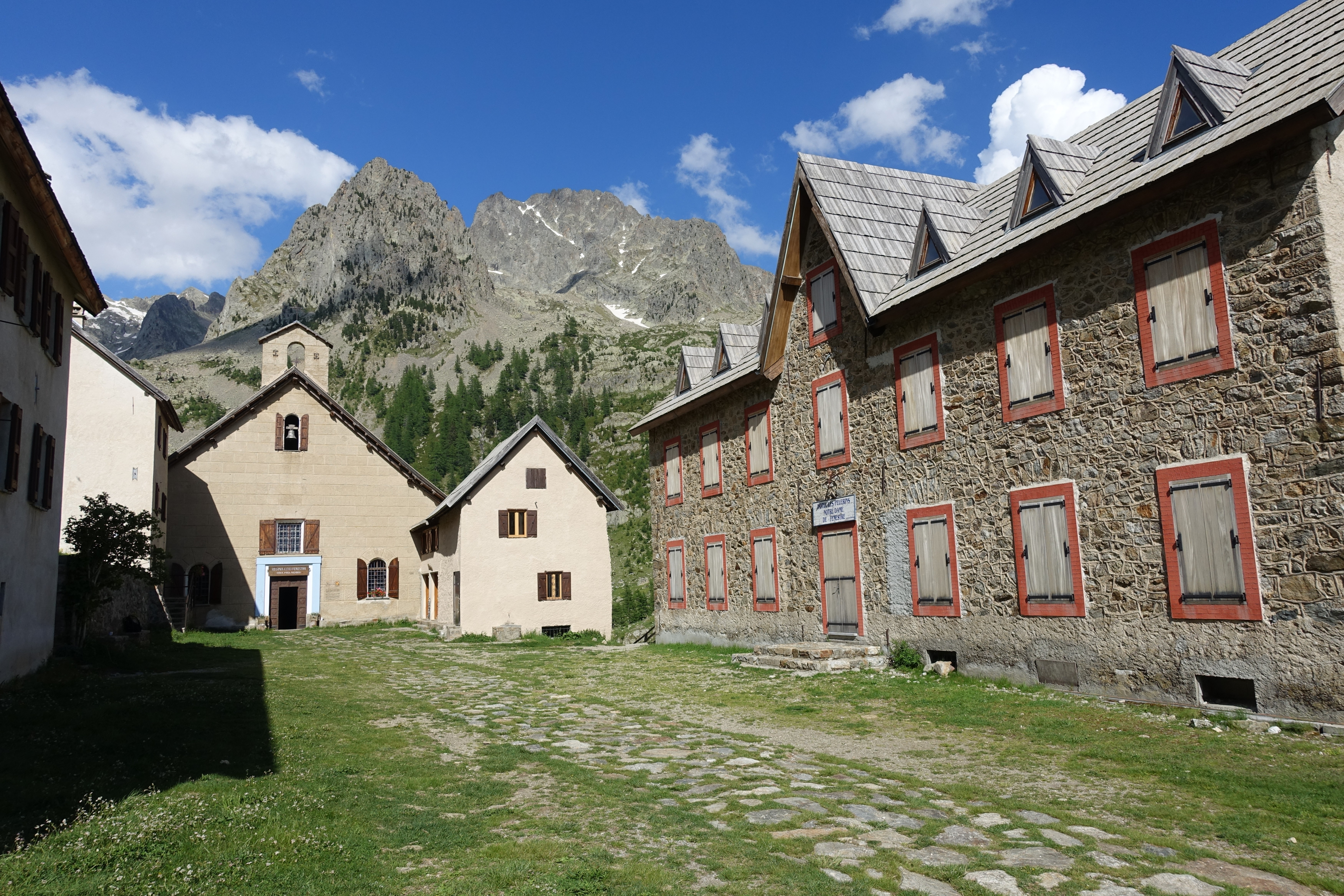
Heiligenstätte Madone de Fenestre
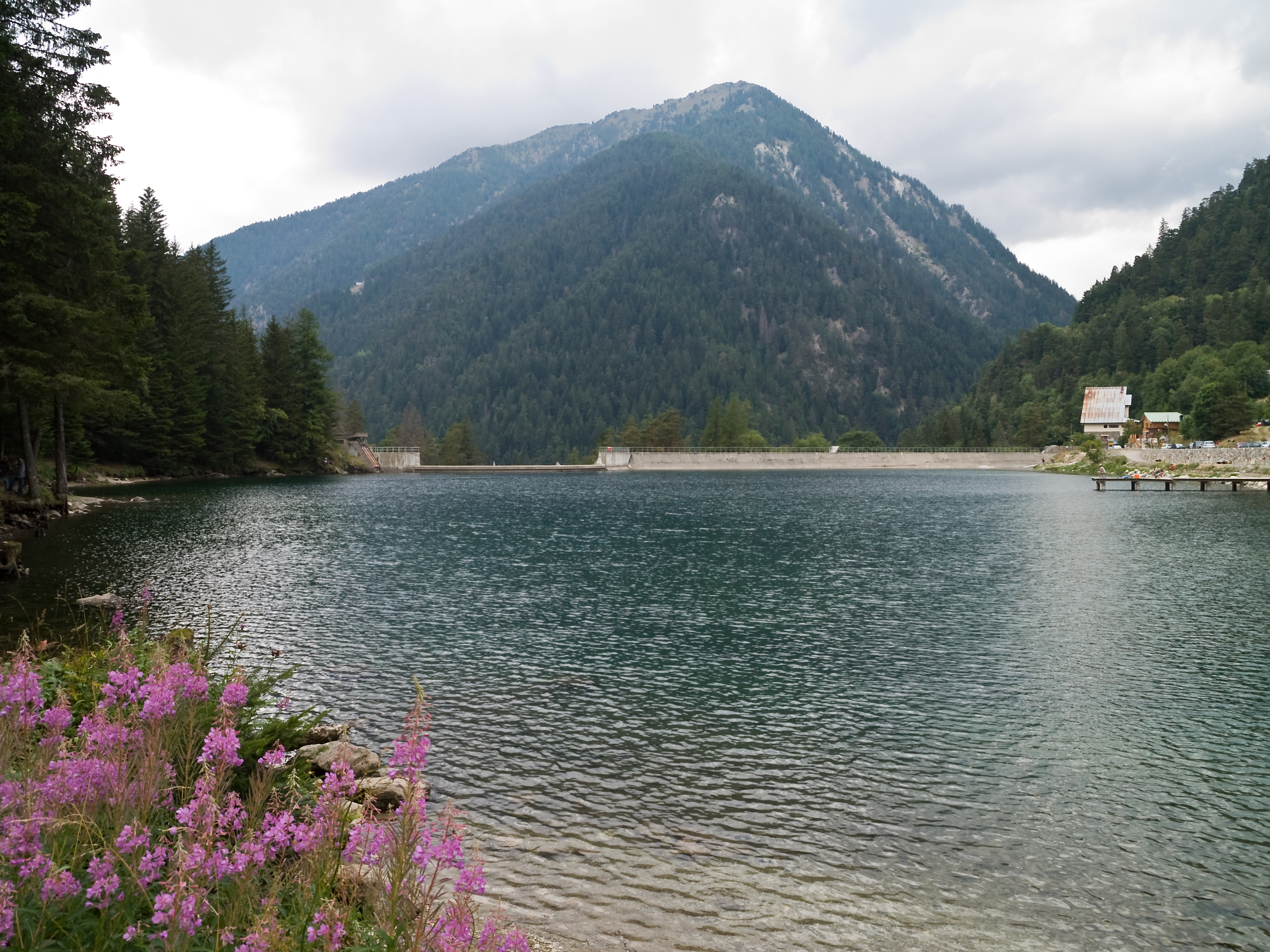
Der Stausee im Weiler Le Boréon
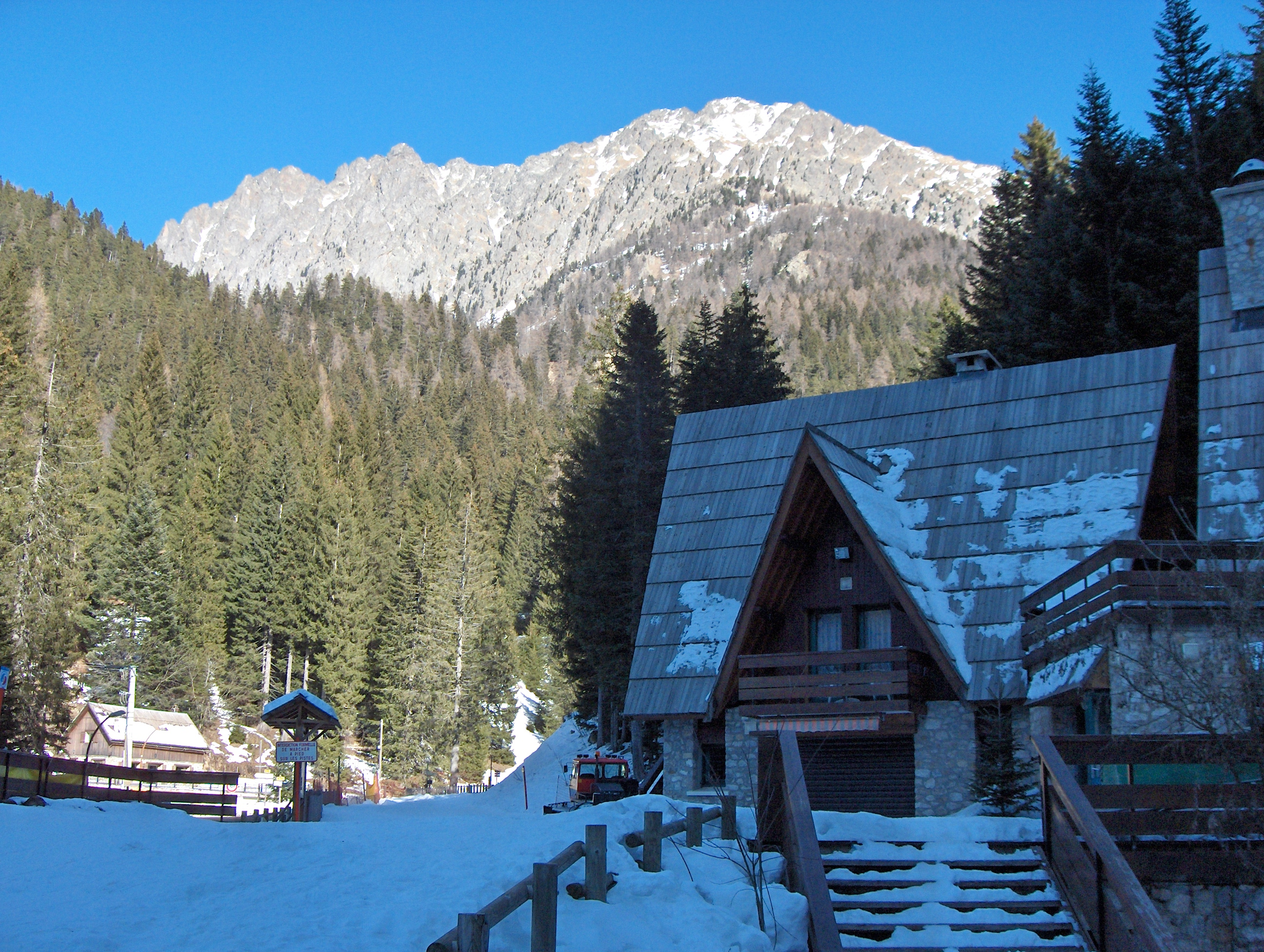
Le Boréon im Winter